# Parco nazionale delle Black Mountains
Il Parco nazionale delle Black Mountains (Black Mountain (Kalkajaka) National Park) è una area protetta nel Queensland, (Australia) di 9,2 km².
Si trova a 25 km a sud est della cittadina di Cooktown.
L'attrattiva principale del parco sono le Black Mountain, un grande gruppo di enormi rocce di granito, delle dimensioni di una casa, annerite da un tipo di alga verde-blu.
La zona del parco ha una cattiva reputazione a causa delle numerose persone che sono scomparse senza lasciare traccia. L'autostrada Mulligan Highway segna il confine occidentale del parco.

## Storia naturale
I massi massicci di granito caratteristici del parco nazionale si formarono originariamente dal magma che inizialmente si solidificò lentamente sotto la crosta terrestre circa 250 milioni di anni fa. 
Gli strati di suolo più morbidi al di sopra del magma solidificato si erosero nel tempo, lasciando la parte superiore del magma ad essere esposta alle intemperie che si fratturò in un ammasso di grosse rocce di granito grigio annerite da uno strato di microscopiche alghe blu-verdi che ivi vi crescevano sulle superfici esposte.
Le piogge, più fredde, che cadono sui massi scuri e riscaldati dal sole del granito fanno sì che i massi si fratturino e si disintegrino lentamente, a volte anche in modo esplosivo.